# Ajahn Lee Dhammadharo
Ajahn Lee fue uno de los primeros maestros de la ascética y meditativa tradición tailandesa del bosque fundada en el umbral de siglos XIX y XX por su maestro Ajahn Mun Bhuridatta. Su vida, aunque corta estaba llena de eventos. Conocido por su capacidad de enseñanza y por su dominio de los poderes sobrenaturales, fue el primero que llevó esta tradición acética fuera de la cuenca de los bosques de Mekhong y la introdujo a la corriente dominante de la sociedad tailandesa en Tailandia Central. 